# (22936) Ricmccutchen
(22936) Ricmccutchen est un astéroïde de la ceinture principale d'astéroïdes.

## Description
(22936) Ricmccutchen est un astéroïde de la ceinture principale d'astéroïdes. Il fut découvert le 10 octobre 1999 à Socorro (Nouveau-Mexique) par le projet LINEAR. Il présente une orbite caractérisée par un demi-grand axe de 2,84 UA, une excentricité de 0,09 et une inclinaison de 5,2° par rapport à l'écliptique.
Il fut nommé en l'honneur de Richard Matthew McCutchen, finaliste du concours Intel Science Talent Search de 2007.

## Compléments